# Gare de Pont-de-Dore
Gare de Pont-de-Dore vasútállomás Franciaországban, Peschadoires településen.

## Vasútvonalak
Az állomást az alábbi vasútvonalak érintik:
- Clermont-Ferrand–Saint-Just-sur-Loire-vasútvonal
- Saint-Germain-des-Fossés-Darsac-vasútvonal

## Kapcsolódó állomások
A vasútállomáshoz az alábbi állomások vannak a legközelebb:
- Gare de Lezoux
- Gare de Thiers